# Storberget (kulle i Finland, Nyland, Raseborg, lat 60,02, long 24,11)
Storberget är en kulle i Finland. Den ligger i Ingå i landskapet Nyland, i den södra delen av landet, 50 km väster om huvudstaden Helsingfors. Toppen på Storberget är 24 meter över havet. Storberget ligger på ön Ålö.
Terrängen runt Storberget är platt. Havet är nära Storberget åt sydost.  Närmaste större samhälle är Ingå, 6,0 km väster om Storberget. 